# هجرة اليهود من ألمانيا النازية والأراضي الأوروبية المحتلة من قبل ألمانيا

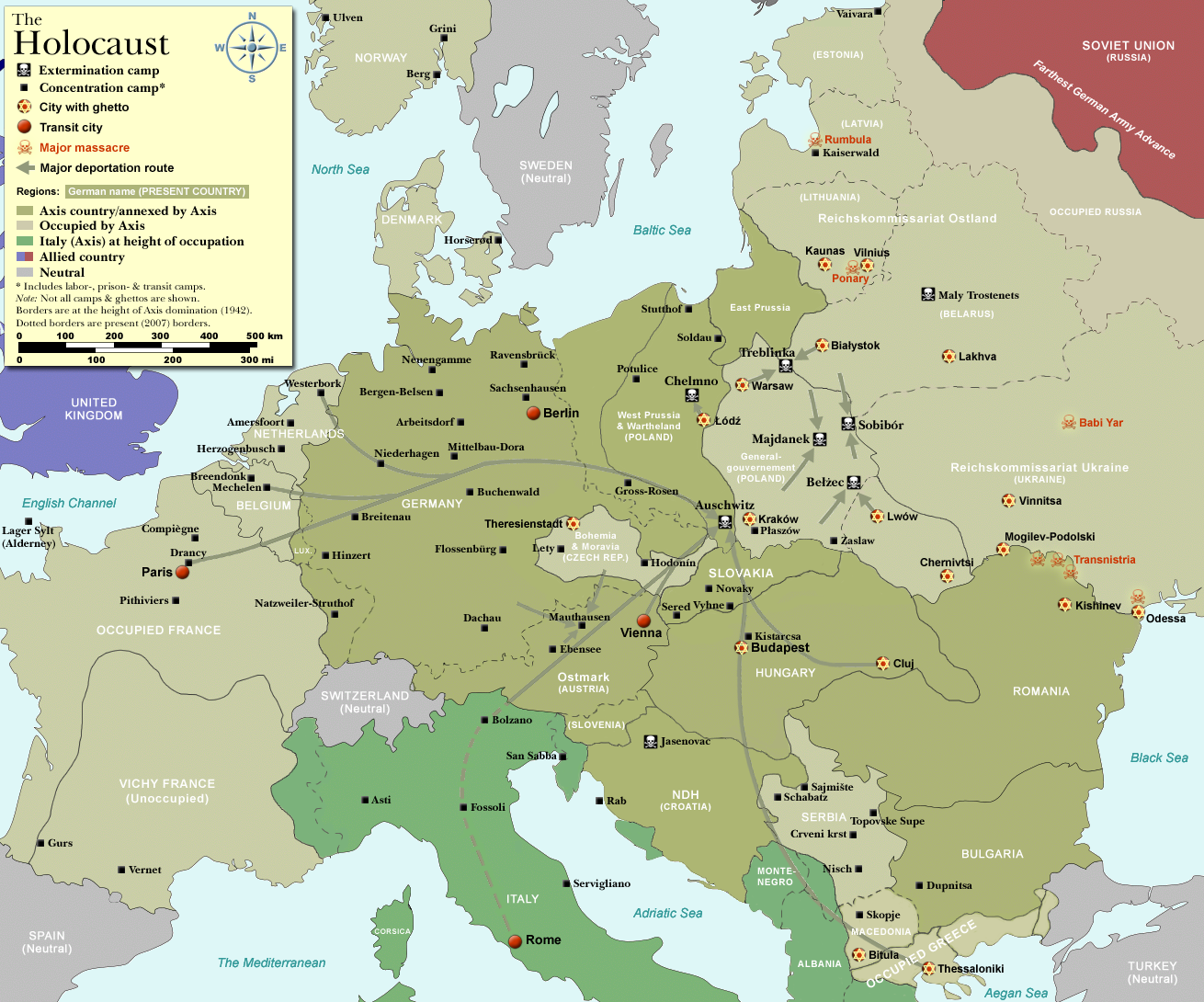
أوروبا متضمنة ألمانيا النازية والأراضي المحتلة من قبل دول المحور.

بدأ اليهود بالهروب من الأراضي الأوروبية المحتلة من قبل ألمانيا، بعد وصول أدولف هتلر إلى السلطة في عام 1933.

## ألمانيا والنمسا
في عام 1933، وافق هتلر والرابطة اليهودية على اتفاقية هعفراه، بموجب الاتفاقية الأخيرة كان بإمكان اليهود الألمان الاستقرار في فلسطين. اُستخدم المارك الهافاري بدلًا من المارك الألماني، نظرًا لانخفاض أسعار الفائدة، وكونه أكثر ملاءمة. بحلول نهاية عام 1933 كان قد هاجر100000 يهودي ألماني من بين 600000 موجودين في البلاد إلى فلسطين. سعت السلطات الألمانية بعد ذلك لوضع عراقيل في وجه الهجرة من خلال تقييد مقدار الأموال التي يمكن أن يأخذها اليهود من البنوك الألمانية، وفرض ضرائب عالية على الهجرة، ثمّ منعت الهجرة بعد أكتوبر من عام 1941. بقي حوالي 163000 ألماني يهودي في ألمانيا وأقل من 57000 في النمسا، كان أغلبهم من كبار السن الذين قُتلوا فيما بعد في الأحياء اليهودية، أو نُقلوا إلى معسكرات الاعتقال النازية، حيث قُتل معظمهم. تمكن اليهود من مغادرة فرنسا حتى خريف عام 1942.
على الرغم من تمكّن اليهود في البداية من مغادرة ألمانيا بسهولة، إلا أنهم واجهوا صعوبات كبيرة في العثور على دول تستقبلهم، خاصةً بعد قبول الموجة الأولى من المهاجرين إلى أوروبا، وبريطانيا، والولايات المتحدة. من أسباب صعوبة حركة الهجرة الإضافية في تلك الفترة هي تزامنها مع الكساد الكبير، وتردّي الأوضاع الاقتصادية.
تعمّقت أزمة اللاجئين بعد اتفاقية الأنشلوس وضم النمسا إلى ألمانيا في عام 1938، وبدء الهجرة القسرية، لذا انعقد مؤتمر إيفيان في فرنسا لدراسة الخيارات المتاحة، خلص المؤتمر بنتيجة رئيسة أن الهجرة لن تحل المشكلة، كما عبّر المشاركون عن مخاوفهم من احتمال وجود جواسيس مؤيدين للنازية بين اللاجئين.
كان من الصعب الخروج من أوروبا، وأعداد السفن التي غادرت الموانئ الأوروبية قليلة. شكّلت لشبونة ميناء محايدًا يمكن للاجئين السفر عبره.

## الدول المحتلة

### الدنمارك
هرب 7000 يهودي مع 700 من أقاربهم غير اليهود من الدنمارك إلى السويد في أكتوبر من عام 1943، نظّمت حركة المقاومة الدنماركية انتقالهم. سافروا إلى مالمو في السويد عبر قناة أوريسند.

### فرنسا ولوكسمبورغ وبلجيكا وهولندا
احتمى العديد من اليهود الفرنسيين، واللوكسمبورغيين، والبلجيكيين، والهولنديين بحركات المقاومة في بلادهم، واختبأوا في أماكن سرية يصعب العثور عليها من قبل النازيين، ليفروا بعد ذلك إلى المملكة المتحدة، وفرنسا الحرة (الجزائر)، والسويد، وسويسرا، وإسبانيا، والبرتغال، وكندا، والولايات المتحدة الأمريكية.

### ألمانيا والنمسا
وصل هتلر إلى السلطة في ألمانيا عام 1933، كان عدد الألمان اليهود آنذاك 523000 تقريبًا (أقل من 1% من السكان). بدأ اليهود بالهجرة تحت وطأة التهديد والاضطهاد منذ ذلك الوقت حتى بداية الحرب العالمية الثانية. كان أكثر من 50% من يهود النمسا قد غادروا البلاد بحلول مايو 1939، بعد بدء العمل ببرنامج أدولف أيشمان لإجبار اليهود على الهجرة، والذي بدأ في ربيع عام 1938. قال الزعيم اليهودي فرانز ماير عن نزام أيشمان: «الأمر أشبه بأن يدخل اليهودي إلى مبنى، متمتعًا بممتلكات، ومتجر، وحساب مصرفي، وحقوق قانونية. ويخرج من الطرف الآخر من دون أي ممتلكات، أو امتيازات، أو حقوق، ليس بحوزته سوى جواز سفر وأمر بمغادرة البلاد في غضون أسبوعين، وإلا سيجد نفسه داخل معسكر اعتقال». بحلول نهاية عام 1939، كان هناك أكثر من 117000 يهودي غادروا النمسا وأكثر من 300000 غادروا ألمانيا. معظمهم مدرّبين لأداء عمل ما، أو خريجين جامعيين، أي كانوا بشكل عام صغارًا في السن.
ألقي القبض على عدد كبير من اللاجئين في البلدان الأوروبية المجاورة (البالغ عددهم 100000)، وقتلوا من قبل النازيين بعد مايو 1940، إذ امتدّت سيطرة النظام النازي إلى تشيكوسلوفاكيا في بداية عام 1938، وإلى بولندا في عام 1939، وواجهوا المزيد من اللاجئين اليهود.

### النرويج
في عام 1940، تمكن العديد من اليهود النرويجيين من العثور على ملاذ آمن في السويد، التي التزمت الحياد سياسيًّا.

### بولندا
مُنِع اليهود من مغادرة بولندا المحتلة من قبل الشوتز شتافل (وحدات الحماية أو إس إس). اعتقل الروس حوالي 10 % من السكان اليهود البولنديين، أي ما يعادل مليون بولندي، وأُرسِلوا إلى سيبيريا في ظل ظروف صعبة جدًا. اُستعبِد هؤلاء وماتوا من المعاملة القاسية على أيدي الروس من عام 1939 إلى عام 1943 وما بعده. نجى اليهود الآخرون من المعاملة القاسية، وتلقّوا تدريبات في موسكو، تؤهّلهم ليكونوا لائقين لقيادة حكومة بولندية جديدة بعد انتهاء الحرب. أُرسِل آخرون إلى مناطق نائية في الاتحاد السوفياتي، أو سيبيريا، أو آسيا الوسطى.

### الاتحاد السوفياتي
قُتل اليهود بشكل منهجي كجزء من خطة الحل النهائي، بدءًا من إبعادهم إلى معسكرات الإبادة، حتى يونيو عام 1941، عندما غزت ألمانيا الاتحاد السوفياتي، وأردت اليهود الذين لم يتمكنوا من الفرار إلى الأجزاء الآسيوية من البلاد قتلى. بحلول نهاية الحرب كان قد قُتِل 67% من يهود أوروبا.

## البلدان التي عرضت اللجوء على أراضيها

### البلدان الأوروبية
على الرغم من ضغوط ألمانيا عليها، قدّمت إيطاليا الحماية للشعب اليهودي في الأراضي التي احتلتها في اليونان، وفرنسا، ودالماتيا، وكرواتيا، ويوغوسلافيا، وحاولت حماية اليهود في تونس بين منتصف عام 1942 وسبتمبر عام 1943.
دخل حوالي 30 ألف يهودي البرتغال عبر إسبانيا، وسعى كثيرون إلى العبور على متن سفن من لشبونة إلى أمريكا الجنوبية والولايات المتحدة. قدّمت العديد من المنظمات اليهودية الفرنسية والأمريكية المساعدة للاجئين اليهود. سافر معظمهم بين عامي 1939 و1941، وبعد أن ضغط الألمان على البلاد للحد من قدرة اليهود على السفر عبر بلادهم من عام 1942 إلى عام 1944، سُمِح لحوالي 7500 شخص بدخول إسبانيا إلى البرتغال. كما قدمت القنصليات الإسبانية أوراق ثبوتية، حتى يتمكن ما يصل إلى 5000 شخص من الهروب عبر أجزاء أخرى من أوروبا.
استقبلت السويد لاجئين يهود من النرويج والدنمارك.
استقبل السويسريون حوالي 30 ألف يهودي، وأبعدوا 20 ألفًا عند حدودهم.

### أماكن أخرى حول العالم

#### جمهورية الدومنيكان
في يوليو 1938، كانت جمهورية الدومينيكان الدولة الوحيدة في مؤتمر إيفيان، التي أعربت عن استعدادها لاستقبال عدد كبير من اللاجئين. بين عامي 1938 و1941، سمحت بوليفيا لـ 30000 لاجئ بالهجرة إلى البلاد.

#### فلسطين
كانت فلسطين الواقعة تحت الانتداب البريطاني آنذاك مقصدًا لنحو 18000 يهودي فروا من النظام النازي عبر البلقان بين عامي 1937 و1944. وقد نظمت الحركة الصهيونية ذلك. اتّجه أكثر من 16000 يهودي إلى فلسطين على متن قوارب من الموانئ الرومانية والبلغارية عبر البحر الأسود، وغالبًا عبروا إلى تركيا للتزود بالوقود. من بين هذه السفن سفينة ستروما، التي غرقت -غالبًا بطريق الخطأ-عند اصطدامها بغواصة سوفياتية، يُشار إلى الحادثة الأخيرة باسم كارثة ستروما.

#### الولايات المتحدة
وافقت الولايات المتحدة على حوالي 27000 تأشيرة دخول إلى أراضيها في أواخر عام 1938 للأفراد للاجئين. تقدّم أكثر من 125000 يهودي بطلب تأشيرة دخول من مكاتب القنصلية الأمريكية خارج الولايات المتحدة، وبحلول يونيو 1939 كان هناك أكثر من 300000 متقدم. فاقت الأعداد السابقة الأعداد المسموح لها بدخول البلاد بحسب سياسة الهجرة الخاصة بها. أبحرت سفينة موتورشيف سانت لويس من هامبورغ في ألمانيا متجهةً إلى كوبا، وعلى سطحها أكثر من 900 لاجئ يهودي مع تأشيرات دخولهم، استمرّت الرحلة من مايو إلى يونيو 1939. ألغى الكوبيون تأشيرات اللاجئين بمجرّد وصول السفينة إلى الميناء. رفضت الولايات المتحدة أيضًا أن تستقبل اللاجئين، وكان على السفينة الإبحار عائدةً إلى أوروبا. من بين 928 راكبًا عائدًا، قبلت بريطانيا 288، ونجا 366 من الحرب، وتوفي 254 خلال الهولوكوست. في عام 1944، أُنشِئ مجلس لاجئي الحرب لمساعدة عشرات الآلاف من اللاجئين، بالتنسيق مع المؤتمر اليهودي العالمي، ولجنة التوزيع اليهودية الأمريكية المشتركة، وأُسِّس أيضًا ملجأ طوارئ في فورت أونتاريو في نيويورك، شكّل الأخير مأوى لما يزيد عن 1000 لاجئ.